# Michiko Matsuda
Michiko Matsuda (松田 理子 Matsuda Michiko?,  nacido el 26 de octubre de 1966) es una exfutbolista japonesa que jugaba como centrocampista.
Matsuda jugó 45 veces y marcó 10 goles para la selección femenina de fútbol de Japón entre 1981 y 1991. Matsuda fue elegida para integrar la selección nacional de Japón para los Copa Mundial Femenina de Fútbol de 1991.

## Trayectoria

### Clubes
| Club                  | País  | Año  |
| --------------------- | ----- | ---- |
| Prima Ham FC Kunoichi | Japón | ???? |

### Selección nacional
| Selección | País  | Año         |
| --------- | ----- | ----------- |
| Absoluta  | Japón | 1981 - 1991 |

## Estadística de equipo nacional
| Selección femenina de fútbol de Japón | Selección femenina de fútbol de Japón | Selección femenina de fútbol de Japón |
| Año                                   | Partidos                              | Goles                                 |
| ------------------------------------- | ------------------------------------- | ------------------------------------- |
| 1981                                  | 1                                     | 0                                     |
| 1982                                  | 0                                     | 0                                     |
| 1983                                  | 0                                     | 0                                     |
| 1984                                  | 3                                     | 2                                     |
| 1985                                  | 0                                     | 0                                     |
| 1986                                  | 10                                    | 3                                     |
| 1987                                  | 4                                     | 0                                     |
| 1988                                  | 2                                     | 0                                     |
| 1989                                  | 9                                     | 1                                     |
| 1990                                  | 5                                     | 2                                     |
| 1991                                  | 11                                    | 2                                     |
| Total                                 | 45                                    | 10                                    |